# コバルトガラス

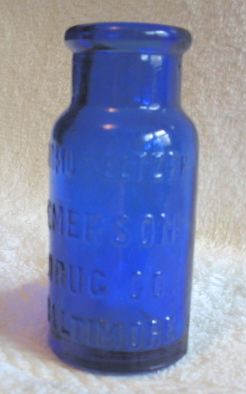
コバルトガラスの小瓶

コバルトガラス （英語: cobalt glass）とは、一般的に酸化コバルトや炭化コバルト含むコバルト化合物を含有する青色のガラスのことである。
500-700 ナノメートル (nm) の範囲に強い吸収を持つため、炎色反応の観察時に、ナトリウムに由来する 589 nm の輝線を吸収する光学フィルターとして利用されるほか、そのきれいな青色からガラス工芸などに使われる。

## 画像

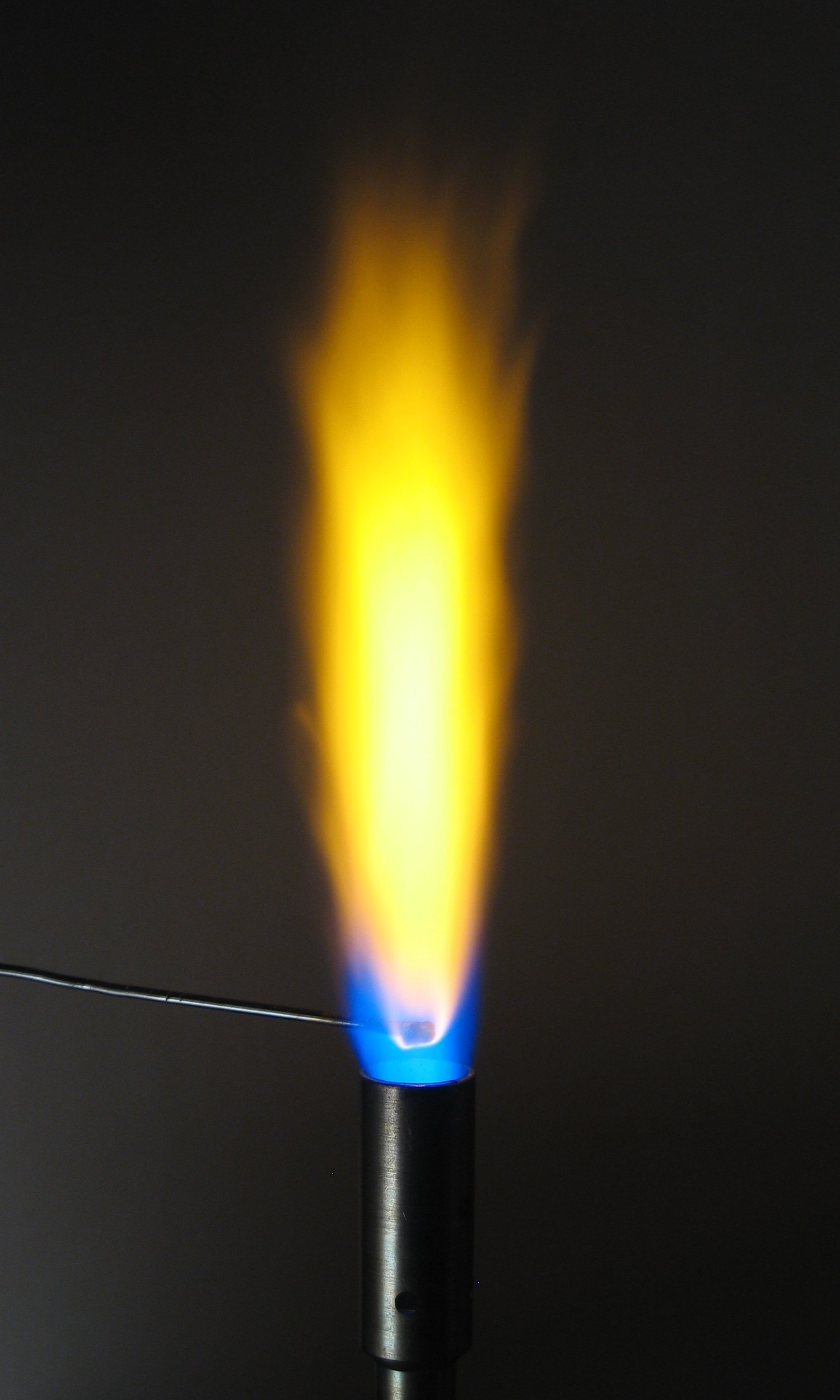
ナトリウムの炎色反応。炎はナトリウムランプと同じ黄色 (589 nm) を示す。
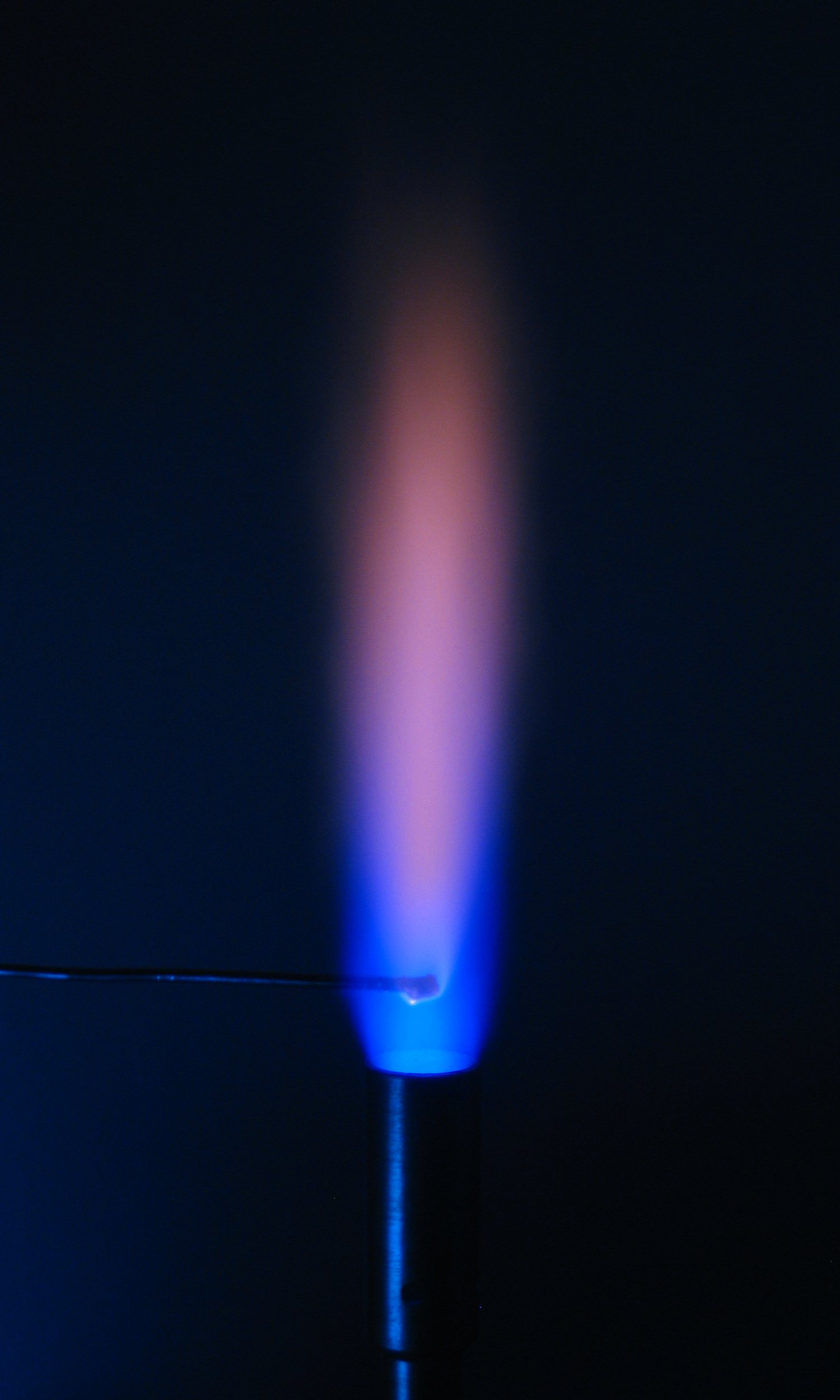
コバルトガラスを通して観察したナトリウムの炎色反応。589 nm の発光の大部分がコバルトガラスに吸収されるため、炎はほぼ無色に見える。

## スマルト
スマルト（英・仏語：Smalt、ドイツ語：Smalte、日本語：花群青）は、化学式では SiO2·K2O·CoO で表される酸化コバルトとカリウムを添加した石英ガラスの事である。顔料や絵具として使用された。

### 色
カラーインデックスでは、Pigment Blue 32、PB32、PB74として知られる、ルネサンス以降使用され、16世紀・17世紀に特に使われた無機顔料である。この顔料は、乾性油によって変色する。ほかの顔料でも起こりえるが、特にスマルトは顕著に変色する。この変色する性質は当時既に知られていた。

## 歴史
最も古い例としては、紀元前2000年ごろの古代メソポタミアでおそらく顔料として使われたアルミン酸コバルトガラスである。約5世紀後にはスマルトとして知られる酸化コバルト顔料がエジプトの陶器の着色に使われ、エーゲ海地域でもすぐに採用された。 絵画では、この色素は長い年月で薄れてしまうので、今日では使用されていない。しかし、陶器に釉薬として使われた場合は長く色が保たれ、イタリアルネサンス期のマヨリカ焼き・デルフト陶器、中国明や元の時代の染付など、長い期間広い地域で使用されていた例を見ることができる。
中国の陶磁器では、コバルトガラスが周王朝（1122-221 BC）の頃に発見され、スマルト釉薬は唐の時代以降使われるようになった。コバルトは13世紀から中央アジアで顔料として使われた。カラ・ホトの都市であるタングートでは、11世紀から13世紀のものとみられるスマルトを含んだ泥絵の破片が見つかっている。
15世紀から17世紀のヨーロッパ絵画ではスマルトが一般的に使用され、今日に至っては色が抜けてしまっている。 ヨーロッパでスマルトの製造法を発明したのは、1540–1560年ごろのボヘミア人ガラス工 Christoph Schürerと信じられているが、1455年頃のディルク・ボウツのThe Entombmentにスマルトの使用がみられるため、少なくとも一世紀前には存在していたことは確かである。